# Enrico Stange

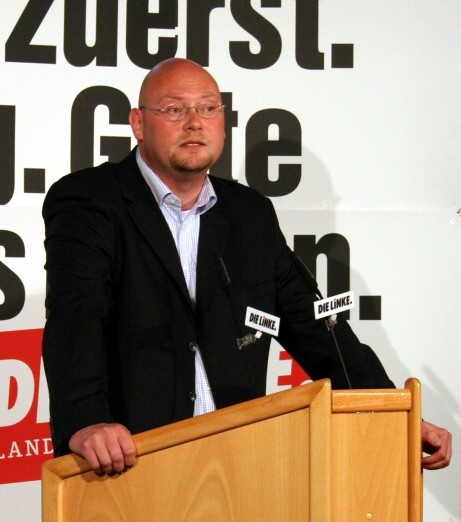
Enrico Stange 2009

Enrico Stange (* 17. Oktober 1968 in Burg (bei Magdeburg)) ist ein deutscher Politiker (Die Linke). Er war zwischen 2009 und 2019 Mitglied des Sächsischen Landtags und sitzt im Stadtrat der Stadt Leipzig.

## Leben
Nach dem Abitur und dem dreijährigen Militärdienst studierte Stange Politikwissenschaften und Arabistik. Ab 1997 war er selbständig tätig, u. a. als Versicherungsfachmann und Mitinhaber eines Internet-Cafés in Leipzig. Von 2003 bis 2005 war Stange arbeitslos und begann 2004 sein politisches Engagement in der WASG. Ab 2005 arbeitete er als Wahlkreismitarbeiter von Axel Troost (MdB).
Enrico Stange lebt in Leipzig.

## Politik
Von 1986 bis zu seinem Austritt im Jahr 1991 war Stange zunächst Kandidat und später Mitglied der SED. 2002 trat er in die FDP ein, Grund hierfür war die „Sicherheitshysterie (Otto-Katalog) nach [den] Anschlägen auf das World Trade Center“. 2004 verließ er die FDP und wurde Mitglied der WASG, wo er 2005 in den geschäftsführenden Landesvorstand gewählt wurde. Seit der Fusion von WASG und Linkspartei.PDS ist Stange Mitglied der Partei Die Linke, von 2007 bis 2009 deren stellvertretender Landesvorsitzender in Sachsen.
Bei der Landtagswahl in Sachsen 2009 zog Stange über die Landesliste seiner Partei in den Landtag ein. In der 5. Wahlperiode des Sächsischen Landtags war Stange Sprecher seiner Fraktion Die Linke für Landesentwicklung und Infrastruktur. Dabei bearbeitet er die Themenfelder Bauen, Wohnen, Verkehr, Landesentwicklung und Raumordnung. Er war von April 2012 bis 2014 eines von 19 Mitgliedern des ersten sächsischen NSU-Untersuchungsausschusses „Neonazistische Terrornetzwerke in Sachsen“.